# Roquebrun
Roquebrun é uma comuna francesa na região administrativa de Occitânia, no departamento de Hérault. Estende-se por uma área de 39,64 km². Em 2010 a comuna tinha 615 habitantes (densidade: 15,5 hab./km²).

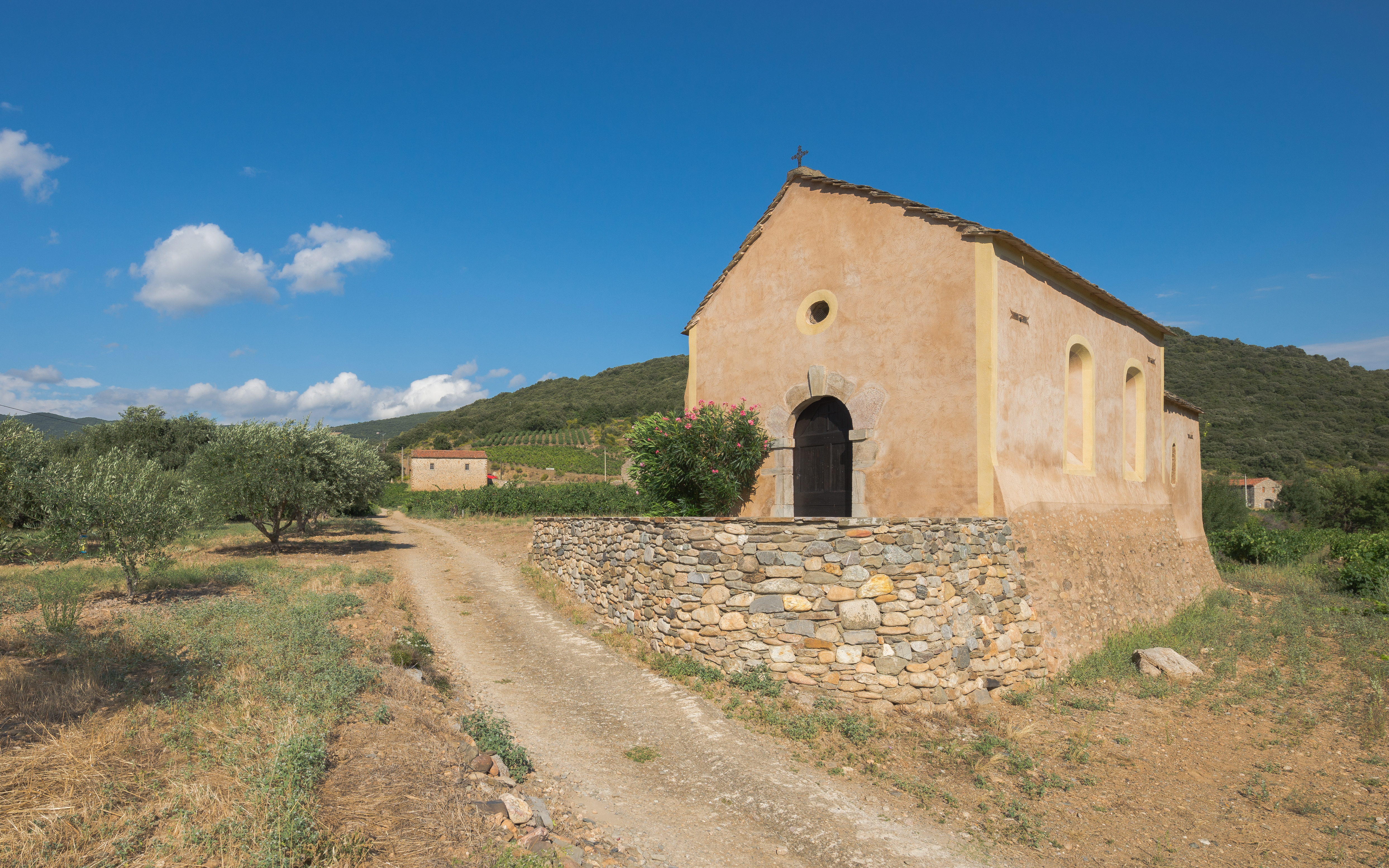

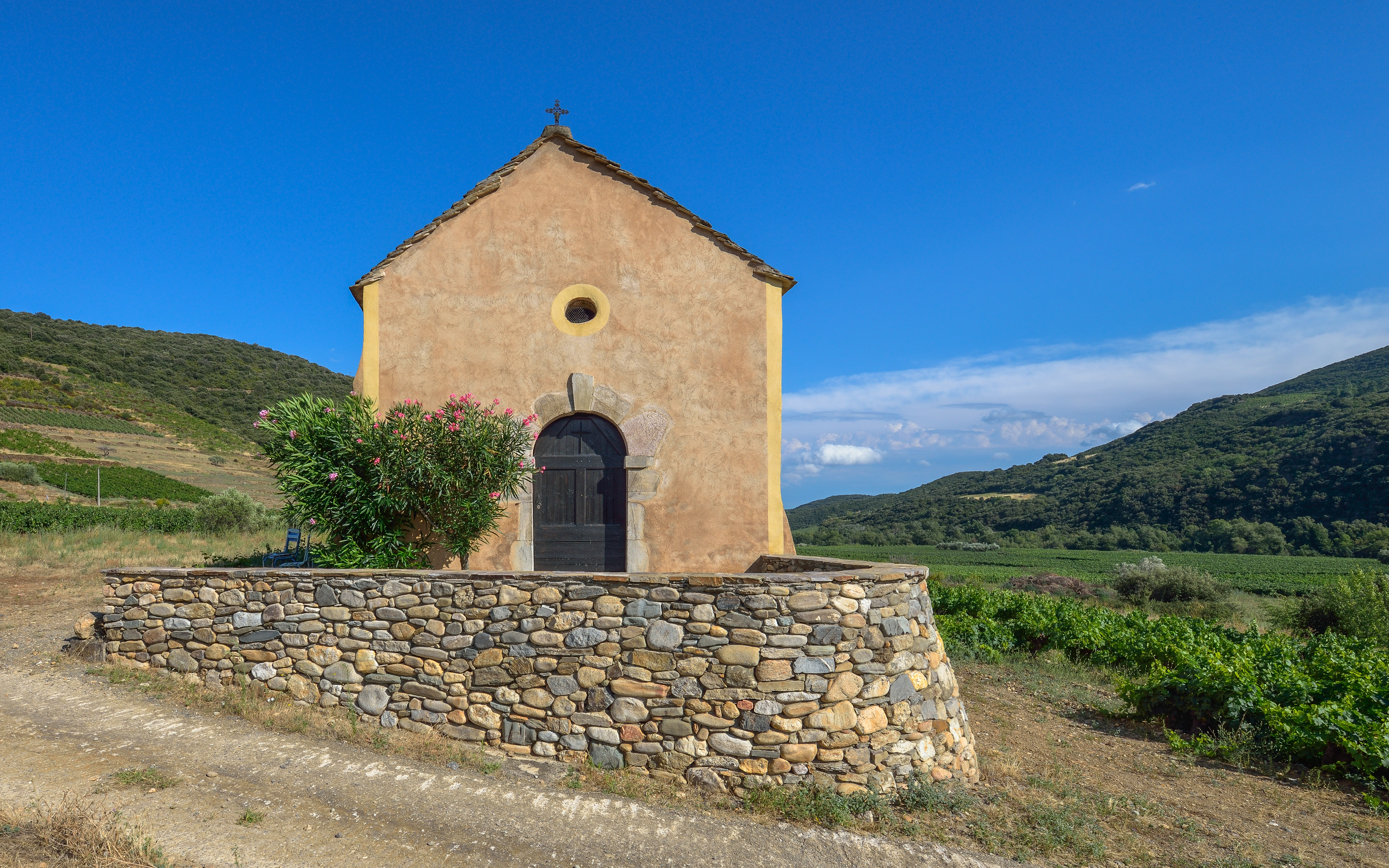

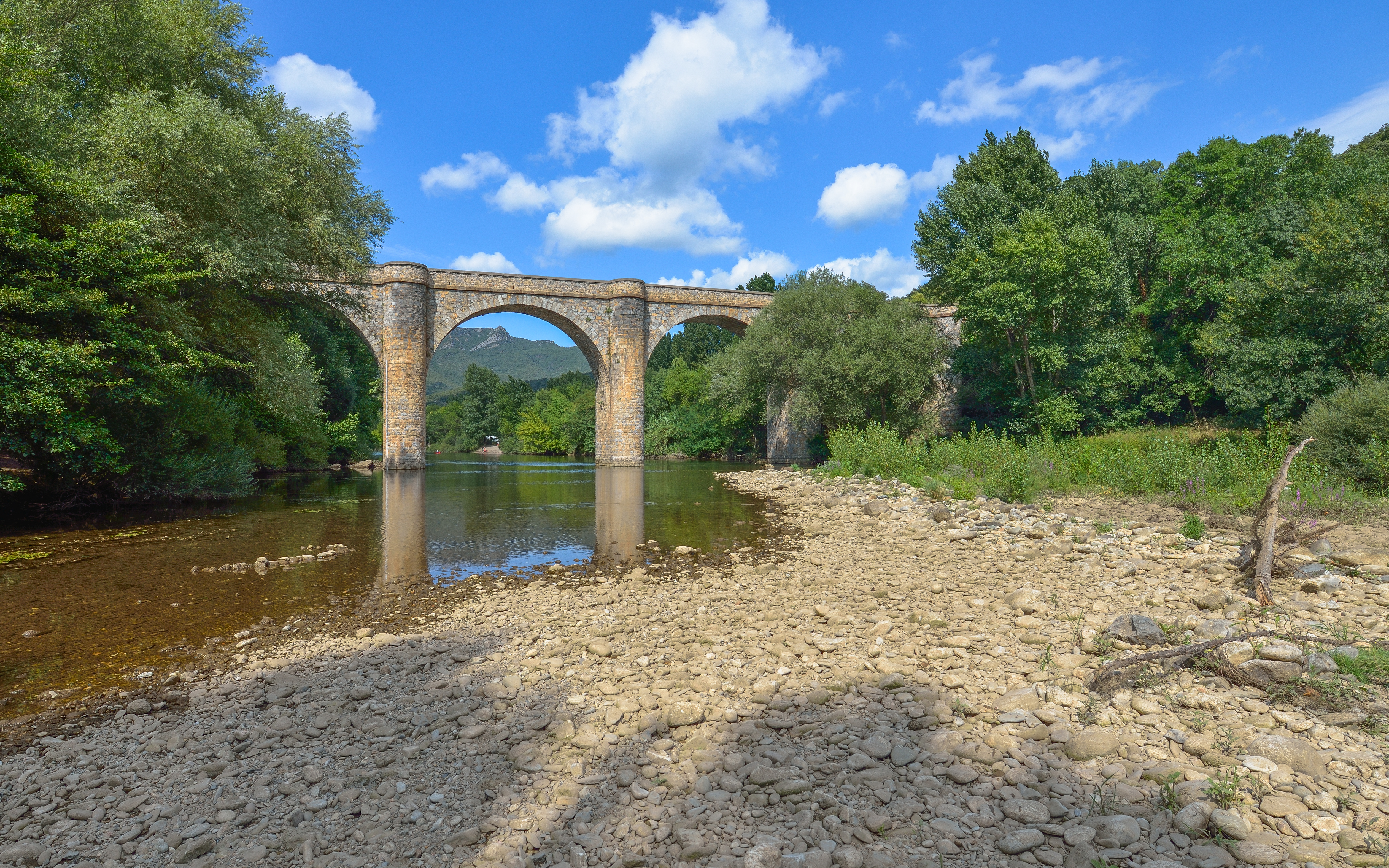

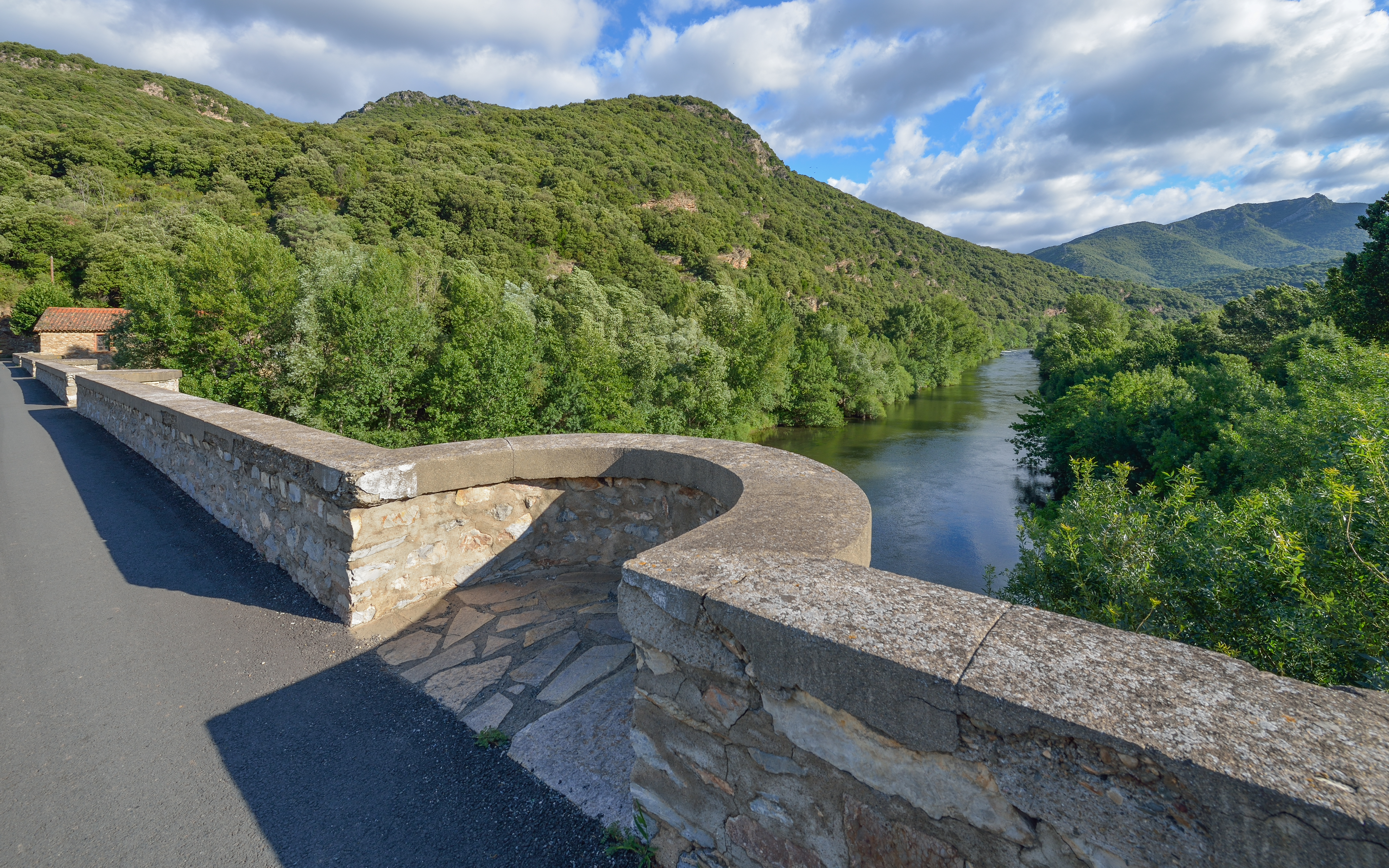